# 暴風女
暴風女（英語：Storm），本名為奧洛羅·蒙羅，是漫威漫畫的超級英雄，為X戰警的一員。首次出場於《巨型的X戰警》 #1(1975年5月)。

## 人物簡介

### 女神
奧洛羅·蒙羅（Ororo Munroe）是非洲肯亞一個部落的公主，她的母親是該部落中的巫師，奧洛羅跟母親一樣繼承了白色的頭髮及藍色的眼晴。某次奧洛羅跟她的家人經過埃及時遇上動亂，奧洛羅的父母都死在動亂的破壞中；當時只有六歲的奧洛羅更因為被困而發生了幽閉恐懼症。成為孤兒的奧洛羅為了求生而成為了一名在開羅活動的扒手，更在一批種族主義者的手上救走被圍困的同鄉帝查拉。長大後的奧洛羅回到自己的本族，她能控制氣侯的變種能力在那裡開始出現，而她更被當地人視為女神。當X戰警被困在活島Krakoa時，X教授便找上這個與他在開羅有過一面之緣的奧洛羅前去幫忙；之後奧洛羅便加入了X戰警並留在了美國。在X戰警中，奧洛羅跟琴·葛雷是少數的女性成員，兩人很快便成為了好友，而當年輕的少女幻影貓加入X戰警時，奧洛羅更以一個大姐姐的身份去照顧幻影貓。美國跟埃及的文化差異最初令奧洛羅感到不能適應，可是在日子的磨練下，奧洛羅另一方面的才能便被發掘出來；當獨眼龍因為驚奇少女的死而離開了X戰警後，奧洛羅便成為X戰警的隊長。

### 成為X戰警的隊長
奧洛羅的領導地位馬上受到挑戰。一名生活在地底的變種人莫洛克捉走了X戰警的成員天使，人數方面的差距對X戰警是絕對不利的。為了解決這次糾紛，奧洛羅挑戰莫洛克的首領Callisto，以實力為自己的隊友爭取到自由；她更不計前嫌接納莫洛克，為他們尋找被地面世界接受他們的方法。在金鋼狼的邀請下，X戰警前往日本參加他的婚禮；奧洛羅在日本遇上一名性格十分叛逆的少女雪緒，雪緒自由奔放的性格大大打開了奧洛羅的眼界；當時奧洛羅正為自己作為女神、X戰警成員和Morlocks的首領重重身份感到壓力，雪緒對生命的態度便令奧洛羅決意要改變自己走想走的路。奧洛羅捨棄了她的舊有裝束，梳上龐克頭，配合一身皮革打扮，決意由外在開始改變自己。在眾多X戰警的反對下，X教授讓他們的敵人小淘氣成為他們的一份子。雖然對對方不抱好感，可是奧洛羅仍努力地在小淘氣身上尋找可以接納她的方法。當追捕小淘氣的特工到來時，奧洛羅更為她擋下了一槍。醒來的奧洛羅發現自己失去了所有的能力，而更棲身在一個名叫Forge的發明家家中。在Forge的悉心照顧下奧洛羅逐漸回復健康，兩人更互相吸引成為情侶；可是，奧洛羅無意中發現到原來Forge就是發明那把令自己失去超能力槍的那個人。傷心的奧洛羅回到X戰警當中。
雖然失去了她的超能力，可是奧洛羅卻沒有打算放棄她X戰警的任務；憑著她在X戰警中訓練得來的身手，她打敗了獨眼龍成為X戰警的隊長。之後奧洛羅帶領著X戰警面對「變種人大屠殺」和「變種人墮落」等事件，而她的超能力亦逐漸回復。被機械人Nanny變成幼童後，奧洛羅遇上流浪的盜賊，更在她的指引下加入X戰警。在Cenosha的戰事中，奧洛羅回復她成人的外貌及能力。之後奧洛羅成為X戰警金隊的隊長，跟獨眼龍的金隊一同為變種人的前程努力。

### 成為皇后
在這幾年之間，奧洛羅跟Forge都是處於離離合合的狀態，當Forge終於下定決心向風暴女求婚時，他卻因為自己的誤解而收回他的求婚，這舉深深傷害了奧洛羅，在之後的日子奧洛羅都專注在X戰警的事務上，沒有為自己的幸福操心；這直到她再次遇上童年時相遇的帝查拉，他現在已經貴為瓦干達的國王黑豹。兩人童年時種下的姻緣得以修成正果，兩人的婚禮舉行時正值漫威宇宙的英雄內戰，可是立法和反對雙方都全數出席婚禮。雖然貴為瓦干達的皇后，可是奧洛羅卻沒有忘記她在X戰警的戰友，她更以她皇后的身份努力協助X戰警的戰鬥，現在的奧洛羅既是瓦干達的皇后，同時亦是X戰警的成員。

## 能力
暴風女能夠感應並影響氣象能量形態，範圍從較小的天氣變化如風及雨，一直到如暴雪、閃電甚至龍捲風等較大的氣象現象。當完全使用能力的時候甚至可以製造太陽風等宇宙級現象。能夠從她的身體產生與投射閃電。能夠製造足以支援身體的強風而在空中飛行。此外還擁有超乎常人的靈敏、貓頭鷹的夜視力以及抵擋心電感應的能力。 以及爆發時甚至能和索爾對抗，召喚太陽風暴和宇宙元素洪流。

## 其他媒體

### 電影
- X戰警電影系列
  - 由荷莉·貝瑞飾演暴風女。
    - 《X戰警》（2000年）
    - 《X戰警2》（2003年）
    - 《X戰警：最後戰役》（2006年）
    - 《X戰警：未來昔日》（2014年）

  - 由雅莉珊卓·希普飾演年輕版的暴風女。
    - 《X戰警：天啟》（2016年）
    - 《死侍2》（2018年）：客串
    - 《X戰警：黑鳳凰》（2019年）

### 電視
- 漫威電影宇宙
  - 《X戰警 '97》第一季（2024年）：動畫劇集，由艾莉森·西利-史密斯（英语：Alison Sealy-Smith）聲演。
  - 《無限可能：假如…？》第三季（2024年）：動畫劇集，由艾莉森·西利-史密斯（英语：Alison Sealy-Smith）聲演。

### 遊戲
- 《漫威：未來之戰》：手機遊戲，暴風女是玩家可使用角色之一。
- 《漫威超級戰爭》：手機遊戲，暴風女是玩家可使用角色之一。
- 《漫威：未來革命》
- 《漫威午夜之子》
- 《漫威爭鋒》：由瑪拉·朱諾（Mara Junot）配音。

## 外部連結
- Spotlight on Storm at UncannyXmen.net （页面存档备份，存于）